# Ékfoltos domolykó
Az ékfoltos domolykó (Petroleuciscus borysthenicus) a sugarasúszójú halak (Actinopterygii) osztályának a pontyalakúak (Cypriniformes) rendjébe, ezen belül a pontyfélék (Cyprinidae) családjába tartozó faj.
A Petroleuciscus halnem típusfaja.

## Előfordulása
Az ékfoltos domolykó a tengerparthoz közeli tavak és lassú folyású síksági vizek lakója a Fekete-, Azovi- és Márvány-tenger körzetében, a Dnyeszter, Déli-Bug és Dnyeper folyók alsó szakaszai, a Kubány deltavidéke a Paleosztom-tóig Nyugat-Transzkaukázus.

## Megjelenése
A hal teste erősen megnyúlt, feje széles, rövid, szájrése kicsi. Nagy, vaskos pikkelyei vannak, 36-40 az oldalvonal mentén. Hátúszója 11-12, farok alatti úszója 10-12 sugarú; a farok alatti úszó pereme egyenes vagy (többnyire) gyengén kifelé domborodó. Garatfogai kétsorosak, 2.5-5.2. Háta sötét, a szürkétől a barnásszürkéig változik; oldalai világosabbak, ezüstösen csillognak. Hasa fehér, vörhenyes csillogással. A hát és a testoldal pikkelyeinek tövén barnás folt van. A sötét hosszanti sávot rendszerint csak a test hátulsó felén lehet jól látni. ívás idején a hasúszók és a farok alatti úszó élénk narancsszínű. Átlagos testhossza 18 centiméter, legfeljebb 40 centiméterre nő meg. 36-38 csigolyája van.

## Életmódja
A fiatal halak kis csapatokba verődnek, gyakran fiatal vörösszárnyú keszegekkel (Scardinius erythrophthalmus) együtt. Az idősebb példányok inkább magányosan élnek, vadászterületet (revír) birtokolnak, ahonnét fajtársaikat elüldözik. Egyaránt jól tűri az édes- és a brakkvizet is. Tápláléka gerinctelenek és apró halak. Legfeljebb 8 évig él.

## Szaporodása
Az ívási idő május–június között van. Az íváshoz, kis 150 fős rajokba gyűlnek össze. A ragadós ikrákat sekély, nyugodt parti vizekben, vízinövényekre és kövekre rakják le. 3.-4. életévük után ivarérettek.